# Aspidiophorus aster
Aspidiophorus aster är en djurart som tillhör fylumet bukhårsdjur, och som beskrevs av Martin 1981. Aspidiophorus aster ingår i släktet Aspidiophorus och familjen Chaetonotidae. Inga underarter finns listade i Catalogue of Life.